# ...A las lombrices
... A las lombrices es el título del tercer álbum de Rosendo Mercado en su etapa en solitario, publicado en 1987 por el sello RCA Records.

## Antecedentes
Es el primer disco en el que colabora Rafa J. Vegas, por entonces con 21 años, al bajo. Según declaraciones de Rafa, él solía coincidir por las noches con el productor Luis Soler, amigo de Rosendo, y aquel se lo recomendó al guitarrista de Carabanchel cuando supo que estaba buscando alguien para tocar el bajo en su siguiente disco.
Otra canción («Por meter entre mis cosas la nariz») es una reflexión sobre su mala experiencia con la cocaína.
Debido a discrepancias con la discográfica RCA Records una de las canciones que compone est álbum («En agua caliente») es una crítica velada a la forma de trabajar de la misma. La discográfica, sin percatarse de la crítica, eligió esta canción como primer sencillo del álbum.

## Listado de canciones
| ... A las lombrices. |                                      |                 |          |  |
| N.º                  | Título                               | Escritor(es)    | Duración |  |
| 1.                   | «¿Qué me das?»                       | Rosendo Mercado | 3:42     |  |
| 2.                   | «A las lombrices»                    |                 | 2:40     |  |
| 3.                   | «En agua caliente»                   | Rosendo Mercado | 3:10     |  |
| 4.                   | «Calidez»                            |                 | 4:20     |  |
| 5.                   | «El asa del cubo»                    | Rosendo Mercado | 4:22     |  |
| 6.                   | «De nada más»                        |                 | 4:25     |  |
| 7.                   | «Por meter entre mis cosas la nariz» | Rosendo Mercado | 4:42     |  |
| 8.                   | «El último golpe»                    | Rosendo Mercado | 2:52     |  |
| 9.                   | «Desde la barrera»                   | Rosendo Mercado | 2:50     |  |
| 10.                  | «Sala de espera»                     |                 | 3:47     |  |

## Músicos
- Rosendo Mercado: Guitarra y voz
- Miguel Jiménez: Batería
- Rafa J. Vegas: Bajo
- Dave Clayton: Teclados